# Jan Uphues
Jan Uphues (* 17. Dezember 1987 in Münster) ist ein deutscher Fußballfunktionär. Er ist seit Januar 2021 Organisatorischer Leiter der Lizenzspielerabteilung beim Fußballzweitligisten Holstein Kiel.

## Karriere

### Studium
Im Jahr 2015 hat Uphues sein Studium der Betriebswirtschaftslehre an der Christian-Albrechts-Universität zu Kiel mit dem Master of Science abgeschlossen. Das Bachelorstudium hatte Uphues zuvor an der Westfälischen Wilhelms-Universität Münster absolviert.

### Fußballtrainer
Bereits während seines Studiums war Uphues als Jugendfußballtrainer beim SC Preußen Münster (2009–2012) und bei Holstein Kiel (2012–2015) tätig. Nach dem Abschluss des Studiums wurde er im Nachwuchsleistungszentrum von Holstein Kiel angestellt und trainierte dort von 2015 bis 2018 die U16-Junioren. Im Sommer 2018 gewann er mit dem Team die Landesmeisterschaft und schaffte den Aufstieg in die Regionalliga.

### Fußballfunktionär
Im Sommer 2018 beendete Uphues seine Trainertätigkeit, um unter Sportdirektor Fabian Wohlgemuth die neu geschaffene Position des Teammanagers der Lizenzmannschaft zu übernehmen. Nachdem Wohlgemuth im Oktober 2019 freigestellt wurde, blieb Uphues auch unter dessen Nachfolger Uwe Stöver weiterhin in dieser Rolle. Seit dem 1. Januar 2021 ist er neuer Organisatorischer Leiter der Lizenzspielerabteilung.